# Damalis pandens
Damalis pandens là một loài ruồi trong họ Asilidae. Damalis pandens được Walker miêu tả năm 1860.